# Кизик (мифология)
Кизик (др.-греч. Κύζικος) — персонаж древнегреческой мифологии. Сын Энея из Эна и Эниты, муж Клиты. Либо сын Евсора. Жена либо Лариса (дочь Пиаса), либо Клита, погиб сразу после свадьбы.
Царь долионов. Гостеприимно принял аргонавтов. Затем Кизик принял их за пеласгов и вступил с ними в бой. Во время ночного сражения аргонавты убили Кизика. Согласно Гигину, Ясон нечаянно убил его, после чего аргонавты устроили игры.